# Bossk

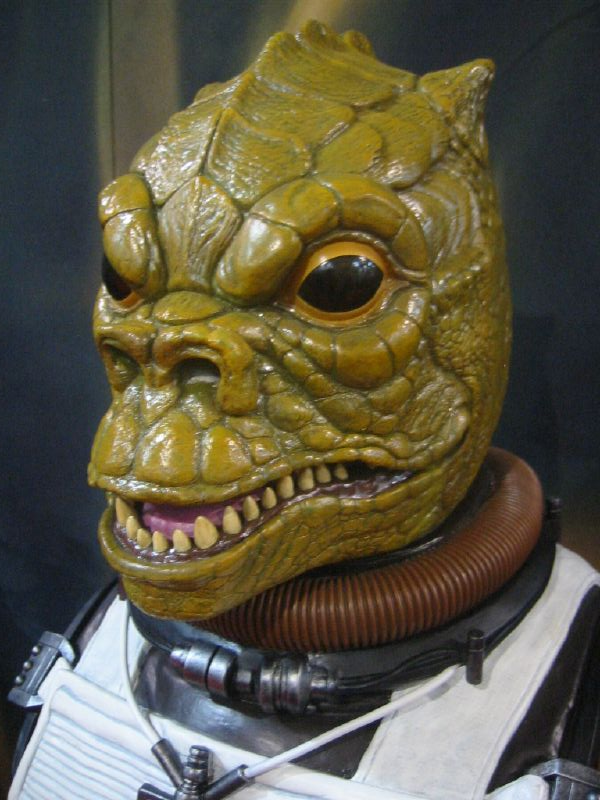
Escultura de Bossk

Bossk es un personaje del universo de Star Wars.
"No necesitamos esa escoria" fue un sentimiento muy bien expresado por Firmus Piett cuando Darth Vader reclutó un grupo de seis cazadores de recompensas para seguir al Halcón Milenario. Piett había hablado muy bajo, pero su desagrado fue muy bien escuchado por Bossk, un humanoide reptílico.
Bossk era un ser perteneciente a la especie de los Trandoshan, que posee una cultura de cazarrecompensas y carroñeros (como lo podemos ver en Star Wars: The Clone Wars; en el episodio: «La perdición de un Droide» «Downfall of a Droid» de la primera temporada, con el captor de R2D2 y ayudante del General Grievous "Iguanar")., donde hay hasta gremios y los que no ejercen esta profesión son mal vistos. Son "vecinos" de los wookiees, habitantes del planeta Kashyyyk. Bossk nació en el planeta Trandosha, objetivo exquisito para todo aquel que quiera conseguir un buen cazador de recompensas.
Sin duda Bossk era unos de los más afamados e importantes de su clase. Hijo de Cradossk, un respetado cazador y antiguo líder del gremio de cazarrecompensas, se destacó muy rápidamente como un gran cazador, colectando cientos de esclavos wookiees y adquiriendo así el título de monarca del sistema planetario Qotile. Su mayor rival era Boba Fett, que lo superaba en habilidades según se rumoreaba.
- Datos: Q2745835
- Multimedia: Bossk (Star Wars) / Q2745835